# SSV Ulm 1846
Pour la section football, voir SSV Ulm 1846 Fußball.
Le SSV Ulm 1846 est un club sportif allemand basé à Ulm avec 9500 membres et 27 sections. La section football s'est séparée en 2009 et a formé un nouveau club, le SSV Ulm 1846 Fußball.

## Historique
- 1846 : fondation du club sous le nom de TB Ulm
- 1853 : absorption du TV Ulm
- 1856 : scission du TV Ulm
- 1960 : absorption du TV Ulm
- 1924 : la section football devient le Ulmer RSV
- 1939 : fusion avec le Ulmer FV et le TV Ulm en Ulmer TSG
- 1939 : absorption du TB Ulm
- 1940 : absorption du SpVgg Ulm
- 1968 : absorption du RSVgg Ulm
- 1970 : fusion avec le 1. SSV Ulm en SSV Ulm 1846